# Alexandre Rouleau
Alexandre Rouleau, född den 29 juli 1983 i Mont-Laurier, Québec, Kanada, är en kanadensisk-fransk före detta professionell ishockeyspelare. Rouleau spelade med det franska ishockeylandslaget under ishockey-VM 2012.

## Spelarkarriär
Rouleau startade sin ishockeykarriär i laget Draveurs de Mont-Laurier i Québec, Kanada. Vid 15 års ålder flyttade han till Forest of Amos i juniorligan, MAAA, i Kanada. År 1999 gick Rouleau över till juniorligan Quebec Major och laget Val d'Or Foreurs, med vilka han förlorade 2001 i finalen av juniorligan, Memorial Cup, mot Red Deer Rebels. Han draftades 2001 av Pittsburgh Penguins i NHL i den tredje rundan som 96:e plats totalt. den 21 december 2002 skrev han kontrakt med juniorklubben Quebec Remparts. År 2003 blev han professionell ishockeyspelare med Wilkes-Barre/Scranton Penguins i AHL och flyttades till samarbetsklubben Wheeling Spik i ECHL. År 2006 undertecknade han ett avtal med San Antonio Rampage. Under denna period spelar Rouleau växelvis i AHL och ECHL:s farmarlag, Phoenix Roadrunners. 
Under säsongen 2007-2008 flyttade han till Frankrike och Diables Rouges de Briançon. Laget förlorade i kvartsfinalen i franska cupen med 3-2 på straffar mot Black Star Strasbourg. Laget förlorade senare mot Rouen i finalen av franska ligacupen, den 2 januari 2008, med 3-4 i övertid. Briançon placerar sig på andra plats under säsongen i Ligue Magnus, en poäng bakom Rouen. Rouleau blev utvald All Star-laget för bästa utländska spelare där han ersatte skadade Viktor Wallin från Grenoble. I en så kallad "Skills Competition" vann Rouleau tävlingen om det mest kraftfulla slagskottet med en skott på 140 km/h. Inför säsongen 2008-2009 undertecknar Rouleau ett långtidsavtal om fem säsonger med Grenoble. Han blir fransk mästare 2009 och får vara med i All Star-laget 2009 och 2010. Rouleau vinner franska cupen 2009 och 2011 och  vinner poängligan för backar i cupen 2010.
Inför säsongen 2012-2013 skrev han på ett tvåårskontrakt med VIK Västerås HK i svenska Hockeyallsvenskan. Rouleau valde dock att inte fullfölja kontraktet, utan klev på som verkställande direktör för juniorlaget Foreurs de Val d'Or i Quebec, Kanada.

## Internationellt
Rouleau representerade det kanadensiska juniorlandslaget i ishockey i J-VM 2003. Laget förlorade i finalen mot Ryssland. 
Rouleau blev 2012 uttagen i det franska ishockeylandslaget. Han debuterade den 9 februari 2012 i Euro Ice Hockey Challenge i en match mot Norge. I VM 2012 spelar Rouleau sju matcher, får ihop två poäng, ett mål och en assist, och är delaktig i att Frankrike placerar sig på niondeplats i turneringen.

## Meriter
- JVM-silver med Kanada 2003
- Flest mål av back i franska ligan 2010
- Fransk mästare 2009
- Fransk Cup-mästare 2009
- Fransk ligacup-mästare 2009, 2011